# Abdelhak Rafik Bererhi
 (décembre 2023).
 (décembre 2023).
Si vous disposez d'ouvrages ou d'articles de référence ou si vous connaissez des sites web de qualité traitant du thème abordé ici, merci de compléter l'article en donnant les références utiles à sa vérifiabilité et en les liant à la section « Notes et références ».
Abdelhak Rafik Berehi (en arabe : عبد الحق رفيق برارحي), né en 1940 à Aïn Beïda dans l'actuelle wilaya d'Oum El Bouaghi et mort le 26 février 2018 à Alger, est un homme politique algérien.

## Biographie
Après un passage par la médersa qui fera de lui un bilingue, il continue ses études secondaires à Constantine puis de médecine à Alger. Il s'engage pour une spécialité en histologie. À 29 ans, il était le plus jeune professeur agrégé en médecine algérien. Le jour de la soutenance, l'amphithéâtre était plein d'étudiants venus assister et encourager le jeune Abdelhak qui avait une réputation d'un brillant orateur doublé d'un bon pédagogue.
Il dispensait des cours d'histologie. Ses deux principaux assistants de l'époque étaient le Dr Guidoum Abderrahmane, le frère du professeur Yahia Guidoum, futur ministre de la santé, et le Dr Benelmouffok Salah. Plus tard ce dernier sera détaché à la faculté de Reims pour une spécialisation en histologie.
Le professeur Bererhi sera nommé par Mohamed Seddik Benyahia, alors ministre de l'enseignement supérieur, recteur de l'université de la ville des ponts. Il s'entoura d'une équipe de jeunes universitaires pour mener à terme cette mission où tout était à créer (infrastructures, encadrement pédagogique, équipements).
Cette université a été bâtie par l'architecte brésilien Oscar Niemeyer. Le professeur Bererhi a lancé et développé une coopération interuniversitaire avec l'étranger. C'est ainsi que la faculté de médecine de Constantine put bénéficier très avantageusement de cette politique avec l'apport de professeurs de Strasbourg, Paris, et Grenoble.
Il créa le CURER (Centre Universitaire de Recherche, d'Études et de Réalisations).
En 1979, Il est nommé l’Enseignement supérieur et de la Recherche scientifique du premier gouvernement du président Chadli Bendjedid, puis ministre de la Jeunesse et des Sports. À Alger, le ministre Bererhi entame la réforme des études supérieures et l'élaboration d'une carte universitaire qui augmenta le nombre d'université algérienne.
Par la suite, il sera nommé ministre de la jeunesse et des sports. Il ne faut pas oublier que Abdelhak a été un joueur de football au sein de l'Union Sportive Musulmane de Khenchela (USMK ) et du  Mouloudia Club d'Alger (MCA). Pour l'anecdote, Abdelhak se déplaçait souvent d'Alger à Khenchela les week-ends pour se ressourcer et jouer au football.
Après avoir quitté ses fonctions ministérielles, il entama une carrière comme ambassadeur en Asie du Sud-Est : Indonésie, Malaisie, Singapour, Australie, et Nouvelle- Zélande.
De retour au pays, il est nommé sénateur, membre du tiers présidentiel du premier Conseil de la nation (Sénat) créé par Lamine Zeroual, conseil dont il démissionna en 2001 en réprobation de la politique du pouvoir de l'époque. Il s’engagera dans le combat démocratique au sein d’une association de la société civile, le Comité des Citoyens pour la Défense de la République (CCDR), avec d'autres personnalités nationales comme Leïla Aslaoui, le Commandant Azzedine et présidé par Salah Boubnider. Il était son secrétaire général et aussi son porte parole.
Auteur de plusieurs ouvrages, il consacrera sa dernière production intellectuelle à un volumineux livre, intitulé «Itinéraires», où il retrace tout son itinéraire personnel et l'histoire de l'Algérie indépendante.

### Décès
Abdelhak Rafik Bererhi meurt à Alger le 26 février 2018 à l'âge de 78 ans ; il est inhumé au cimetière d'El Alia.

### Hommage
En octobre 2020, l'école nationale supérieure des énergies renouvelables de Batna est baptisée du nom de Abdelhak Rafik Bererhi par le premier ministre Abdelaziz Djerad.